# Лохпотгорт
Лохпотго́рт (рос. Лохпотгорт) — присілок у складі Шуришкарського району Ямало-Ненецького автономного округу Тюменської області, Росія. Входить до складу Шуришкарського сільського поселення.
Населення — 12 осіб (2010, 17 у 2002).
Національний склад станом на 2002 рік: ханти — 100 %.
Стара назва — Лохподгорт.